# Nemognathomimus michelbacheri
Nemognathomimus michelbacheri is een keversoort uit de familie van de boktorren (Cerambycidae). De wetenschappelijke naam van de soort werd voor het eerst geldig gepubliceerd in 1986 door Chemsak & Giesbert.